# Structure et interprétation des programmes informatiques
Structure et interprétation des programmes informatiques (Structure and Interpretation of Computer Programs, SICP) est un livre écrit par Harold Abelson, Gerald Jay Sussman et Julie Sussman.
Le livre traite des principes et concepts de la programmation informatique, comme l’abstraction en programmation, l’abstraction métalinguistique (en), la récursivité, les interpréteurs et la programmation modulaire. Il est édité pour la première fois en 1985 par le MIT Press et est considéré comme un classique en informatique,.

## Contenu
Ce livre décrit des concepts informatiques en utilisant Scheme, un dialecte de Lisp. Il utilise également une machine à registres illimités, ainsi qu'un assembleur, afin d'implémenter des interprètes et des compilateurs Lisp.